# Кусковский химический завод
Куско́вский хими́ческий заво́д — предприятие химической промышленности, существовавшее в Москве с конца XIX по начало XXI века. Располагалось в районе Новогиреево, севернее усадьбы Кусково. Завод был основан в 1880 году как Товарищество Русско-американского нефтяного производства. К 2000-м годам являлся одним из старейших предприятий химической промышленности России. К этому времени заводу принадлежало 15,3 га земли и 35 зданий на Перовской улице.

## История

### Российская империя
В 1880 году 33-летний гражданин Северо-Американских Соединённых штатов инженер Александр Бари, работавший до этого в Санкт-Петербурге, начал свою деятельность в Москве. 13 сентября в канцелярию московского генерал-губернатора было подано прошение инженера Александра Бари, отставного инженера-полковника Николая Сытенко, титулярного советника Николая Рубинского «О разрешении устройства и открытия нефтяного завода в Московском уезде. 19 ноября документы были подписаны. Первоначально под территорию завода отводилось 2070 кв. сажен земли в селе Кусково Московского уезда Московской губернии.

1881 года за номером 610 дано сие свидетельство из Московского Губернского Правления гражданину Северо-Американских Соединённых штатов Александру Бари, отставному подполковнику Николаю Сытенко и титулярному советнику Николаю Рубинскому в том, что дозволяется им содержать в Московском уезде, близ станции ж.д. Кусково, в даче, под названием 6-й части села Перова, собственно им принадлежащей, завод для выделки минеральных масел. Марта 11 дня, 1881 года.

Впоследствии для управления деятельностью завода учреждается Товарищество Русско-Американского нефтяного производства. Устав Товарищества был утверждён 20 февраля 1881 года. Строительство и монтаж оборудования проводила, естественно, «Строительная контора А. В. Бари», а работами руководил 27-летний инженер-механик Владимир Шухов.
8 июня 1881 года можно считать датой начала производства на нефтяном заводе. По словам очевидца, посетившего завод, «он находится в Выхинской волости, в приходе Кусково, на собственной земле Товарищества, смежной с полотном Нижегородской железной дороги. Нефть доставляется по реке Волге из Баку в Нижний Новгород, а оттуда цистернами по железной дороге на Кусковскую платформу... Для хранения нефти на дворе завода есть несколько герметичных резервуаров, врытых в землю и вмещающих 5000 вёдер нефти каждый. На заводе работает 15 человек». Почти примыкая к заводу, находился большой копаный пруд, принадлежавший генералу Куприянову.
Товарищество Русско-Американского нефтяного производства занималось переработкой бакинской нефти. В Кусково была организована первая гонка нефти. На заводе было восемь нефтеперегонных кубов, вырабатывавших керосин, астролин (обезвоженный керосин), смазочное масло, минеральный деготь.
Уже на Всероссийской выставке 1882 года продукция Кусковского завода получает первую награду — бронзовую медаль «за нефтяные продукты весьма хорошего качества». С июня 1882 года консультантом завода по вопросам технического и химического производства нефтяных продуктов стал Д. И. Менделеев. Он внедрил здесь новый способ непрерывной перегонки нефти, который был основан на использовании теплоты горячих нефтяных остатков с целью подогрева самой нефти, поступающей в куб особой конструкции. Вскоре, в том же году, Александр Бари продал свою долю акций «Товарищества Русско-Американского нефтяного производства» известному предпринимателю П. И. Губонину (умер в сентябре 1894 года).
В 1885 году товарищество участвует во Всемирной выставке в Антверпене (Exposition Universelle d'Anvers), где получает серебряную медаль. В 1888 году в Санкт-Петербурге проводилась «Всероссийская выставка предметов освещения и отопления», где Товарищество Русско-Американского нефтяного производства также представило свою продукцию. К 1896 году завод повысил производственные мощности до 12 кубов. Около трети кусковской продукции, отмеченной к тому времени несколькими российскими и международными наградами, шло за границу — во Францию, Германию, Англию.
В 1908 году Товарищество Русско-американского нефтяного производства предложило Г. С. Петрову должность заведующего производством на заводе при станции Кусково Нижегородской железной дороги.
К 1914 году на предприятии была проведена очередная реконструкция, позволившая повысить не только его мощность, но и расширить ассортимент выпускаемой продукции за счёт производства бензина.

### СССР
В 1918 году завод был национализирован. В годы гражданской войны важнейшие исследования на Кусковском заводе выполнил Н. Д. Зелинский. В 1918 году им был впервые применён каталитический крекинг с безводным хлористым алюминием. В 1918—1919 годах Зелинский разработал и наладил выпуск на заводе высококачественного синтетического авиационного бензина из солярных масел.
Через 4 года, в 1923 году, по представлению Владимира Ленина за организацию ихтиолового производства коллектив завода был представлен к награждению орденом Трудового Красного Знамени.
В 1931 году завод был определен базовым предприятием по синтезу и освоению новых видов полимеров и полупродуктов, для промышленности пластических масс, отработке и внедрению новых технологических процессов и оборудования. Началось создание новых производств: формалина, глифталевых смол, пластификаторов и др.
В 1938 году на Кусковском химзаводе впервые в промышленности жидкофазным способом из ацетилена и уксусной кислоты был получен винилацетат.
В 1941 году на время Великой Отечественной войны завод был частично эвакуирован в Новосибирск, что положило основание заводу «Новосибирский завод пластмасс», ныне ОАО «Химпласт».
С момента образования Кусковский химический завод на долгое время стал своеобразной лабораторией и базой по освоению и моделированию крупномасштабных производств новых синтетических материалов и пластических масс.
Именно на Кусковском химическом заводе получили развитие такие производства как: отечественный полистирол всех видов (блочный, ударопрочный, эмульсионный), пластификаторы для ПВХ пластикатов и резин на основе сложных эфиров карбоновых кислот, производства материалов для специальных областей техники на основе полиамидов, полипропилена, полиформальдегида, полибутилентерефталата, кремний органических полимеров.
В 1980 году завод награждён орденом «Знак Почёта».
В 1982 году на химзаводе в должности инженер-технолог работал старший сын мэра Москвы Юрия Лужкова, Михаил.

### Россия
8 мая 1992 года предприятие в Московской регистрационной палате было зарегистрировано как АООТ «Кусковский ордена „Знак Почёта“ химический завод».
В апреле 1993 года завод был внесён в перечень предприятий, подлежащих приватизации. Оценочная величина уставного капитала составила 74 053 000 рублей. Количество работников было 1171 человек.
В 1994 году государственное предприятие вместе со всеми непрофильными учреждениями (два дошкольных учреждения и т. п.) было приватизировано, превратившись в открытое акционерное общество. План приватизации был утверждён распоряжением Москомимущества № 31-р от 10.01.1994 г. во исполнение Закона РСФСР «О приватизации государственных и муниципальных предприятий в РФ» от 03.07.1991 г., Указа Президента РФ «Об организационных мерах по преобразованию государственных предприятий, добровольных объединений государственных предприятий в акционерные общества» от 01.07.1992 г. № 721. Учредителем Общества являлся Комитет по управлению имуществом г. Москвы.
16 февраля 1994 года ОАО «Кусковский ордена „Знак Почёта“ химический завод» было зарегистрировано Московской регистрационной Палатой за № 011.190. На тот момент завод ещё работал — производил различные виды химической продукции, товары народного потребления, продукцию производственно-технического назначения.
Сразу после приватизации по распоряжению гендиректора завода детский сад на Зелёном проспекте был отдан под размещение коммерческой службе. Занимавших это двухэтажное здание детей переселили в другой заводской детский сад — на Утренней улице. Через полгода детское учреждение на Зеленом проспекте было продано руководством Перовскому отделению «Мосбизнесбанка». Завод получил за него всего 50 миллионов неденоминированных рублей. Другой детский сад, на Утренней улице, был продан в 1998 году ОАО «Мосэнерго». На этот раз детей распределили по садам в других районах Москвы.
12 ноября 1997 года на собственника ОАО «Кусковский химический завод» Давида Зисмана и его водителя было совершено покушение на умышленное убийство. Незадолго до этого завод, который специализировался на выпуске полимеров, сменил форму собственности и акционировался.

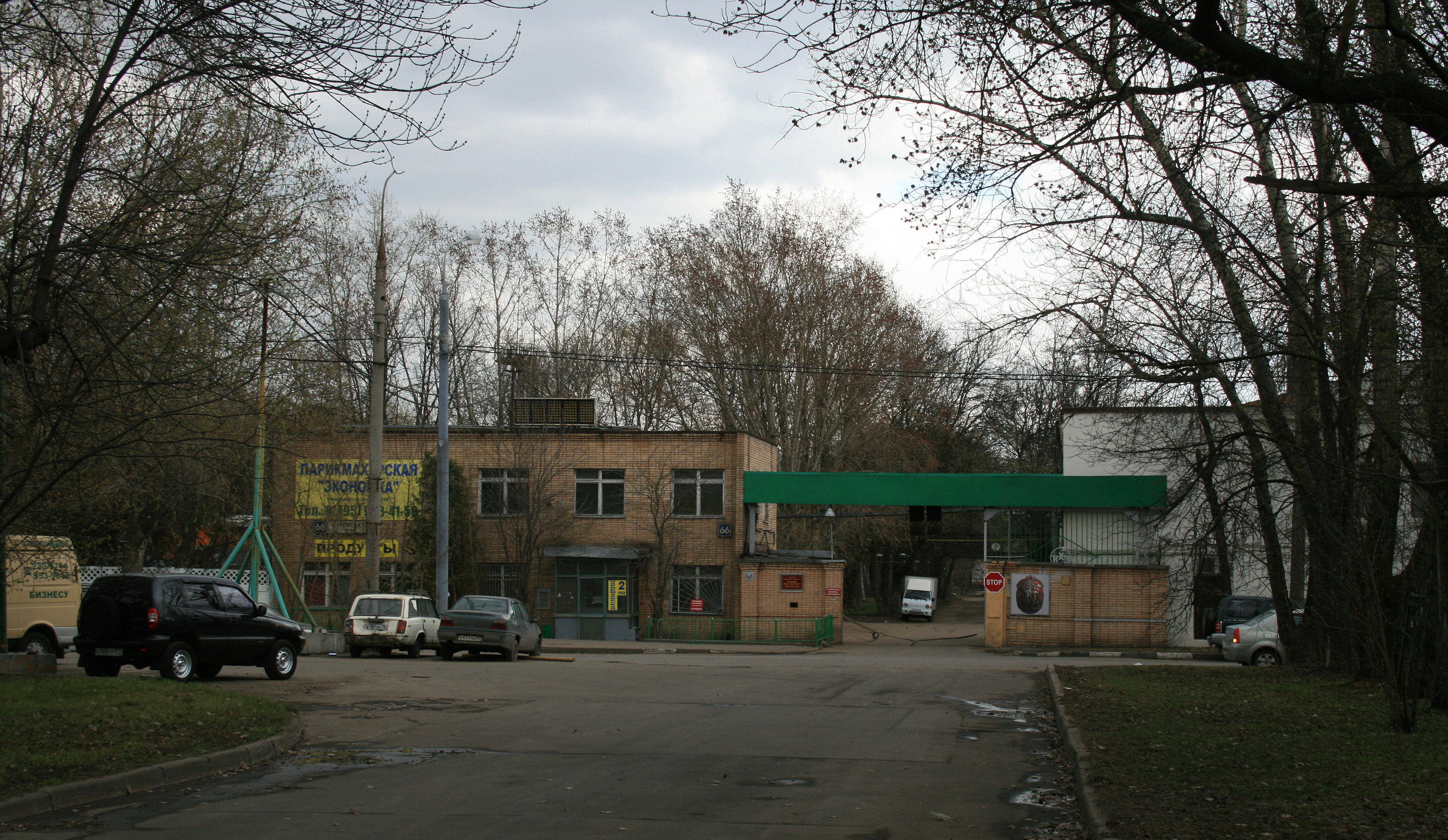
Проходная завода

К 2005 году мощности ОАО «Кусковский химический завод» были сданы в аренду ЗАО «Холдинговая компания „Молочный союз“», которая в свою очередь сдает их в субаренду фирме ООО «Полекс Центр» и др. В июне 2005 года было подписано распоряжение правительства Москвы о строительстве на месте завода к 2011 году жилого комплекса.
В 2006 году по распоряжению Росимущества на аукционе была продана 1 акция ОАО «Кусковский химический завод», находящаяся в федеральной собственности.
21 августа 2007 года ОАО «Группа компаний «ПИК»» сообщила о закрытии сделки по покупке 92% ОАО «Кусковский ордена "Знак Почёта" химический завод» за 140 млн долларов. На территории завода планировалось построить 146,7 тыс. м² жилья. Производство планировалось перебазировать за пределы Москвы, однако конкретный участок ещё не был найден.
После 11 декабря 2007 года основным видом деятельности являлась сдача внаём собственного нежилого недвижимого имущества.
К 2010 году долги Группы «ПИК» составили около 37 млрд рублей. Группа не могла финансировать застройку всех своих площадок, поэтому компания «Нафта-Москва», ставшая в 2009 году крупнейшим акционером группы ПИК (владеет более 35%), начала искать партнеров для застройки земель девелопера.
25 января 2012 года петербургской демонтажной фирмой «Размах» по заказу Группы компаний «ПИК» был начат снос заводских построек на площади 35 га. К марту 2012 года территория была расчищена и уже в мае компаниями «ПИК» и «БЭСТКОН» на месте завода началось строительство жилого комплекса «Большое Кусково», включающего в себя 9 панельных корпусов, школу, детский сад и многоуровневый паркинг.

## Адрес
Москва, улица Перовская, дом 66.